# HAWK応用科学芸術大学
HAWK応用科学芸術大学（ほおくおうようかがくげいじゅつだいがく 独：Hochschule für angewandte Wissenschaft und Kunst Hildesheim/Holzminden/Göttingen、英：HAWK University of Applied Sciences and Arts、略称HAWK）は、ドイツのニーダーザクセン州にある公立大学である。通称HAWK大学。
メインキャンパスは、世界遺産の聖マリア大聖堂・聖ミカエル聖堂で有名なヒルデスハイムに立地し、ホルツミンデン、ゲッティンゲンキャンパスを含め、3キャンパスを有する。

## 歴史
1900年設立されたヒルデスハイム王立建築学校(Königlichen Baugewerkschule Hildesheim)を起源とし、1971年にドイツ北部のヒルデスハイムに、ヒルデスハイム応用科学大学(Fachhochschule Hildesheim)として設立され、のちに現在のHAWK(Hochschule für Angewandte Wissenschaft und Kunst,Hildesheim/Holzminden/Göttingen)応用科学芸術大学に改称した。

## 学部
- 建築工学部
- デザイン学部
- 都市環境工学部
- 社会健康科学部
- 自然科学部
- 経営学部

学生数は約6500人であり、6学部に計25学科と修士課程16コースを開設している。特に建築・デザイン（芸術）工学と都市・環境工学に力を入れている。

## 日本の学生交流協定校
- 大阪工業大学